# Garcinia mestoni
Garcinia mestoni là một loài thực vật có hoa trong họ Bứa. Loài này được F.M.Bailey mô tả khoa học đầu tiên năm 1889.